# Бедвож
Бедвож — река в России, протекает по территории Усть-Цилемского района Республики Коми. Устье реки находится в 6 км по левому берегу реки Умбы. Длина реки — 37 км.

## Данные водного реестра
По данным государственного водного реестра России относится к Двинско-Печорскому бассейновому округу, водохозяйственный участок реки — Печора от водомерного поста Усть-Цильма и до устья, речной подбассейн реки — бассейны притоков Печоры ниже впадения Усы. Речной бассейн реки — Печора.